# HD 43461
HD 43461，又名BD+01 1278，SAO 113668、HR 2246，是一颗恒星，视星等为6.63，位于銀經207.94，銀緯-7.3，其B1900.0坐标为赤經6h 11m 11.1s，赤緯+1° -7.3′ 50″。